# Oligonychus bagdasariani
Oligonychus bagdasariani är en spindeldjursart som beskrevs av Baker och Pritchard 1962. Oligonychus bagdasariani ingår i släktet Oligonychus och familjen Tetranychidae. Inga underarter finns listade i Catalogue of Life.